# Bulgarische Eishockeyliga
Die Bulgarische Eishockeyliga (bulgarisch: Държавното първенство по хокей на лед) ist die höchste Eishockeyliga in Bulgarien. Die Liga, in der seit 1952 der bulgarische Landesmeister ausgespielt wird, organisiert der Bulgarische Eishockeyverband BULIHF. Rekordmeister ist der HK Slawia Sofia mit insgesamt 21 Titeln.

## Geschichte
Die bulgarische Eishockeyliga nahm 1952 den Spielbetrieb auf. Seitdem wird die Meisterschaft mit Ausnahme der Spielzeiten 1957/58 und 2017/18 jährlich ausgetragen. Alle Mannschaften, die in der Saison 2018/19 an der Liga teilnahmen, kamen aus der Landeshauptstadt Sofia.

## Teams 2018/19
- HK ZSKA Sofia
- SK Irbis-Skate
- Roter Stern Sofia
- HK Slawia Sofia
- HK NSA Sofia

## Bisherige Titelträger
siehe Bulgarischer Meister (Eishockey)